# (3103) Eger
Pour les articles homonymes, voir Eger.
(3103) Eger est un astéroïde Apollon et aréocroiseur découvert en 1982 par Miklós Lovas. Il fut nommé d'après la ville d'Eger en Hongrie.
Il s'est approché ou s'approchera à moins de 30 millions de km (0,2 ua) de la Terre au 20e et 21e siècles. Le dernier passage proche a eu lieu en août 2006 à 19,2 millions de km. Le prochain aura lieu en août 2011 à 22,9 millions de km.
De manière remarquable, (3103) Eger est le seul astéroïde en dehors de (4) Vesta identifié comme le corps parent de météorites spécifiques. Vesta est le corps parent des météorites à howardite, eucrite et diogénite, tandis qu'Eger est le corps parent des météorites à aubrite. Vis-à-vis de cette caractéristique, Eger est relié spectroscopiquement aux astéroïdes de la famille collisionnelle de Hungaria et aux astéroïdes de type spectral E.